# Episodi di Castlevania: Nocturne (prima stagione)
La prima stagione della serie animata Castlevania: Nocturne è stata interamente pubblicata a livello internazionale il 28 settembre 2023 su Netflix.
| n. | Titolo originale              | Titolo italiano                | Pubblicazione     |
| -- | ----------------------------- | ------------------------------ | ----------------- |
| 1  | A Common Enemy in Evil        | Un nemico comune: il male      | 28 settembre 2023 |
| 2  | Horror Beyond Nightmares      | Orrore e morte                 | 28 settembre 2023 |
| 3  | Freedom Was Sweeter           | La libertà era più dolce       | 28 settembre 2023 |
| 4  | Horrors Rising from the Earth | Orrori che si levano da terra  | 28 settembre 2023 |
| 5  | The Natural Order             | L'ordine naturale              | 28 settembre 2023 |
| 6  | Guilty Men to Be Judged       | Il colpevole sarà giudicato    | 28 settembre 2023 |
| 7  | Blood Is the Only Way         | Il sangue è una dura necessità | 28 settembre 2023 |
| 8  | Devourer of Light             | La divoratrice di luce         | 28 settembre 2023 |

## Un nemico comune: il male
- Titolo originale: A Common Enemy in Evil
- Diretto da: Sam Deats, Adam Deats
- Scritto da: Clive Bradley

### Trama
Boston, 1783
Mentre gli americani festeggiano la fine della guerra d'indipendenza, Richter Belmont, bambino di 10 anni, è testimone dell'uccisione di sua madre Julia per mano del potente vampiro azteco Olrox, che gli risparmia la vita. Fugge in Francia, dove viene cresciuto da Tera Renard (maga dei parlatori e vecchia amica di Julia), insieme a sua figlia Maria. 
Francia, 1792
Durante la Rivoluzione francese, Maria raduna la ribellione contro la borghesia aristocratica, molti dei quali sono vampiri, mentre Richter continua l'eredità di caccia ai vampiri della sua linea di sangue Belmont, sebbene non sia in grado di usare la magia della sua linea di sangue Belnades. Sentono i vampiri parlare di un minaccioso Vampiro Messia e riferiscono questo all'abate Emmanuel della chiesa. Incontrando le Creature della Notte, esseri demoniaci creati da un Mastro Fabbro, vengono salvati dall'arrivo della maga caraibica ed ex schiava, Annette, e del cantante d'opera di razza mista libero, Edouard, che stanno cercando Richter sulla base di una visione di un veggente, avvertimento del messia vampiro. Intanto Olrox arriva in Francia.

## Orrore e morte
- Titolo originale: Horror Beyond Nightmares
- Diretto da: Sam Deats, Adam Deats
- Scritto da: Clive Bradley

### Trama
Drolta Tzuentes arriva come emissario del Vampiro Messia, Erzsebet Báthory, per garantire l'alleanza tra i vampiri e l'Abate Emmanuel, rivelato essere il Mastro Fabbro. Emmanuel teme la rivoluzione e cerca di schiacciarla alleandosi con le forze del vampiro. Dopo aver sentito parlare di Erzsebet da Annette ed Edouard, Tera rivela di essere fuggita da Erzsebet in Russia da giovane dopo aver fallito nel salvare sua sorella minore da lei. I quattro giovani escogitano un piano per attaccare gli aristocratici vampiri nel loro palazzo, ma perdono l'elemento sorpresa quando Annette vede Vaublanc, il vampiro che ha ridotto in schiavitù lei e sua madre, tra i partecipanti alla festa. Si ritrovano sopraffatti e fuggono, ma Edouard viene ucciso. Il suo corpo viene quindi utilizzato per creare una nuova creatura notturna.

## La libertà era più dolce
- Titolo originale: Freedom Was Sweeter
- Diretto da: Sam Deats, Tam Lu
- Scritto da: Zodwa Nyoni

### Trama
Annette è addolorata per Edouard e ricorda il suo passato sotto la crudeltà di Vaublanc, l'omicidio di sua madre e il risveglio dei suoi poteri magici, dopo di che fuggì e trovò rifugio presso Edouard. Insieme ad altri combattenti per la libertà, guidati dalla veggente Cécile Fatiman, guidano una ribellione di schiavi a Saint-Domingue, finché Cécile non ha una visione e li manda in Francia a cercare Richter. Olrox arriva alla chiesa, ma viene intercettato dal braccio destro di Emmanuel, il cavaliere Mizrak. Avverte Mizrak che alla fine Erzsebet rivolterà la loro alleanza. Maria presenta Annette agli altri rivoluzionari per ispirarli, ma il loro incontro è interrotto dalle Creature della Notte, inclusa quella realizzata da Edouard. Tuttavia, quando Annette è in pericolo, uccide i suoi compagni Creature della Notte per salvarla e viene riportata in chiesa.

## Orrori che si levano da terra
- Titolo originale: Horrors Rising from the Earth
- Diretto da: Sam Deats, Adam Deats
- Scritto da: Clive Bradley

### Trama
Il gruppo elabora una strategia sulla scia della possibilità che Emmanuel e la chiesa siano in combutta con i vampiri. Con la guida di Tera, si infiltrano nelle catacombe della chiesa. Drolta visita le stanze del Mastro Fabbro di Emmanuel mentre discutono i termini della loro alleanza, mentre Olrox li osserva segretamente. Emmanuel ha costruito una macchina per creare creature notturne per aiutare Erzsebet e spera che Erzsebet abbracci il suo ruolo di messia per reprimere la rivoluzione. Drolta spiega che Erzsebet ha bevuto il sangue della dea Sekhmet ed è diventata la sua incarnazione, capace di ingoiare il sole. Emmanuel rinchiude Edouard nelle catacombe per la sua disobbedienza. Il gruppo incontra Emmanuel e Drolta, e Tera è scioccata, data la natura precedentemente gentile di Emmanuel. Segue una rissa, quando Annette individua Edouard e si rende conto che ricorda chi è.

## L'ordine naturale
- Titolo originale: The Natural Order
- Diretto da: Sam Deats, Adam Deats
- Scritto da: Temi Oh

### Trama
Drolta convince Olrox ad allearsi con Erzsebet e spiega che Erzsebet ora ha la capacità divina di bloccare il sole, consentendo ai vampiri di governare la terra. Infuriata per la codardia di Richter, Annette rintraccia Vaublanc e lo interroga prima di ucciderlo. Emmanuel visita Tera e Maria e ammette il suo ruolo di Mastro Fabbro e alleato di Erzsabet, per paura di preservare la chiesa e il cristianesimo dalla minaccia più grande del violento ateismo dei rivoluzionari. In un acceso scambio con Tera, Emmanuel si rivela essere il padre di Maria, scioccando e facendo arrabbiare Maria. Richter, fuggito, incontra un vecchio, che si rivela essere Juste Belmont, il nonno di Richter.

## Il colpevole sarà giudicato
- Titolo originale: Guilty Men to Be Judged
- Diretto da: Sam Deats, Adam Deats
- Scritto da: Clive Bradley

### Trama
Erzsabet arriva e viene celebrato dal pubblico dei vampiri come il loro messia. Edouard comunica con le altre Creature della Notte, che lentamente iniziano a ricordare anche le loro precedenti vite umane. Juste descrive a Richter come è caduto in disgrazia e due legami sui ricordi di Julia, ma sono assaliti dai servi inviati da Drolta. La battaglia risveglia i temibili poteri magici dormienti di Richter. Olrox racconta a Mizrak la sua storia di colonizzazione da parte dei conquistadores e il suo unico vero amore, un uomo Mohicano, che ha trasformato in un vampiro, solo per essere ucciso da Julia. Annette comunica con Cécile, che la incoraggia a perdonare Richter e a trovare il potere in se stessa e nei suoi antenati. Drolta scopre che Maria è la figlia di Emmanuel.

## Il sangue è una dura necessità
- Titolo originale: Blood Is the Only Way
- Diretto da: Sam Deats, Adam Deats
- Scritto da: Testament

### Trama
Erzsabet e i suoi seguaci festeggiano mentre elabora i suoi piani per conquistare l'Europa e, con la riluttante assistenza di Olrox, le Americhe. Drolta intrappola Emmanuel rivelando a Erzsabet la sua relazione con Maria per costringerlo a dimostrare la sua lealtà. Richter ritorna e si scusa con Annette, giurando di aiutarla a salvare Edouard. Pianificano un attacco alla chiesa e vengono interrotti quando appare Olrox, portando con sé il tomo infernale di Emmanuel che usa per creare creature notturne nella sua macchina. Chiede loro di distruggere la macchina, poiché solo gli umani possono farlo, per fermare i piani di Erzsabet, anche se Richter è diffidente nei suoi confronti. Maria si intrufola in chiesa per avvertire in anticipo Emmanuel di fuggire. Lui invece la fa catturare per essere sacrificata a Erzsabet per dimostrare il suo valore. Tera studia il tomo e si rende conto che la macchina non può essere distrutta, ma può essere rimandato all'Inferno. Mizrak, disgustato dalle azioni di Emmanuel, informa il gruppo che la vita di Maria è in pericolo. Corrono verso la chiesa mentre Erzsabet usa i suoi poteri per provocare un'eclissi solare, facendo precipitare la città nell'oscurità.

## La divoratrice di luce
- Titolo originale: Devourer of Light
- Diretto da: Sam Deats, Adam Deats
- Scritto da: Clive Bradley

### Trama
Erzsabet si incarna pienamente come Sekhmet. Emmanuel tenta di sacrificare Maria, ma Tera e gli altri lo fermano. Drolta e i suoi servi arrivano e Richter, Maria, Mizrak e Olrox li tengono a bada mentre Tera legge l'incantesimo per rimandare la macchina infernale all'Inferno, mentre Annette individua Edouard. Edouard le dice di lasciarlo, poiché crede di poter risvegliare le altre Creature della Notte. Annette viaggia di sotto per spingere la macchina nel portale, ma l'incantesimo viene interrotto all'arrivo di Erzsabet. Erzsabet li sconfigge tutti facilmente e cerca di trasformare Maria in un vampiro. Olrox ha espresso il suo amore per Mizrak e esorta ad abbandonare gli altri, ma Mizrak rifiuta. Olrox se ne va da solo. Tera si offre invece a Erzsabet e lei accetta, riconoscendo il valore dei poteri dell'Oratore di Tera dalla sua parte. Tera implora Richter di fuggire con sua figlia. Emmanuel si rende conto che il sacrificio di Tera non risparmierà Maria o gli altri dalle forze di Erzsabet, ma è impotente. Con suo orrore, Tera diventa la serva vampira di Erzsabet. Richter, Annette, Maria e Mizrak fuggono, ma vengono inseguiti da Drolta. Tuttavia, Drolta viene improvvisamente uccisa dal appena arrivato il vampiro mezzosangue Alucard, il figlio del leggendario Conte Dracula.